# Popillia crassiuscula
Popillia crassiuscula är en skalbaggsart som beskrevs av Hermann Julius Kolbe 1894. Popillia crassiuscula ingår i släktet Popillia och familjen Rutelidae. Inga underarter finns listade i Catalogue of Life.